# Caillouël-Crépigny
Caillouël-Crépigny ist eine französische Gemeinde mit 459 Einwohnern (Stand: 1. Januar 2022) im Département Aisne in der Region Hauts-de-France; sie gehört zum Arrondissement Laon, zum Kanton Chauny und zum Gemeindeverband Chauny-Tergnier-La Fère.

## Geografie
Die Gemeinde Caillouël-Crépigny liegt an der Grenze zum Département Oise, sechs Kilometer westlich von Chauny und etwa 30 Kilometer westnordwestlich von Laon. Nachbargemeinden von Caillouël-Crépigny sind Guivry im Norden, Béthancourt-en-Vaux im Nordosten und Osten, Neuflieux im Osten und Südosten, Marest-Dampcourt im Südosten und Süden, Mondescourt im Südwesten, Grandrû im Westen sowie Maucourt im Nordwesten.

## Bevölkerungsentwicklung
| Jahr                       | 1962 | 1968 | 1975 | 1982 | 1990 | 1999 | 2006 | 2014 | 2021 |
| Einwohner                  | 274  | 273  | 258  | 379  | 457  | 426  | 415  | 433  | 453  |
| Quellen: Cassini und INSEE |      |      |      |      |      |      |      |      |      |

## Sehenswürdigkeiten

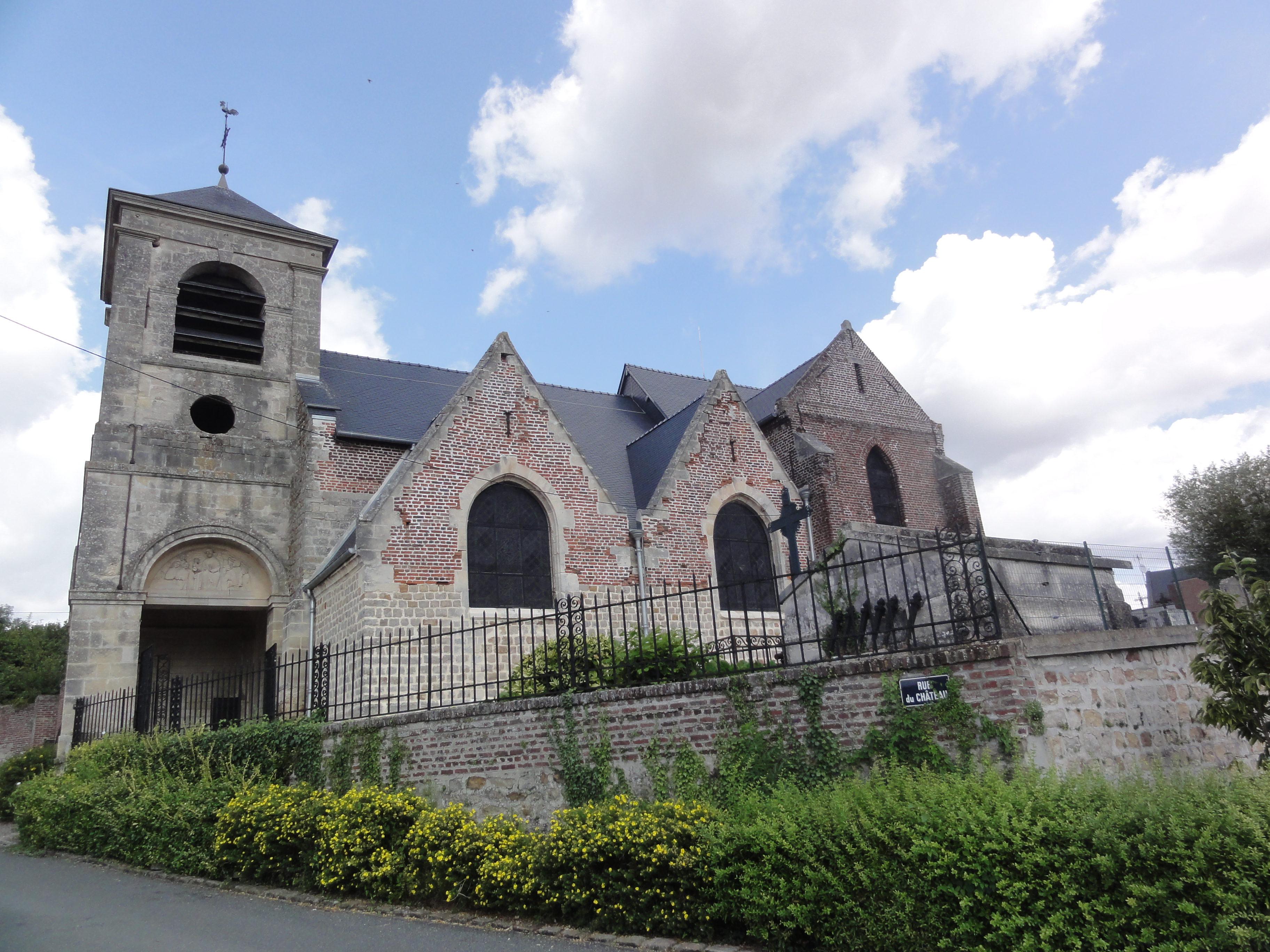
Kirche Saint-Pierre
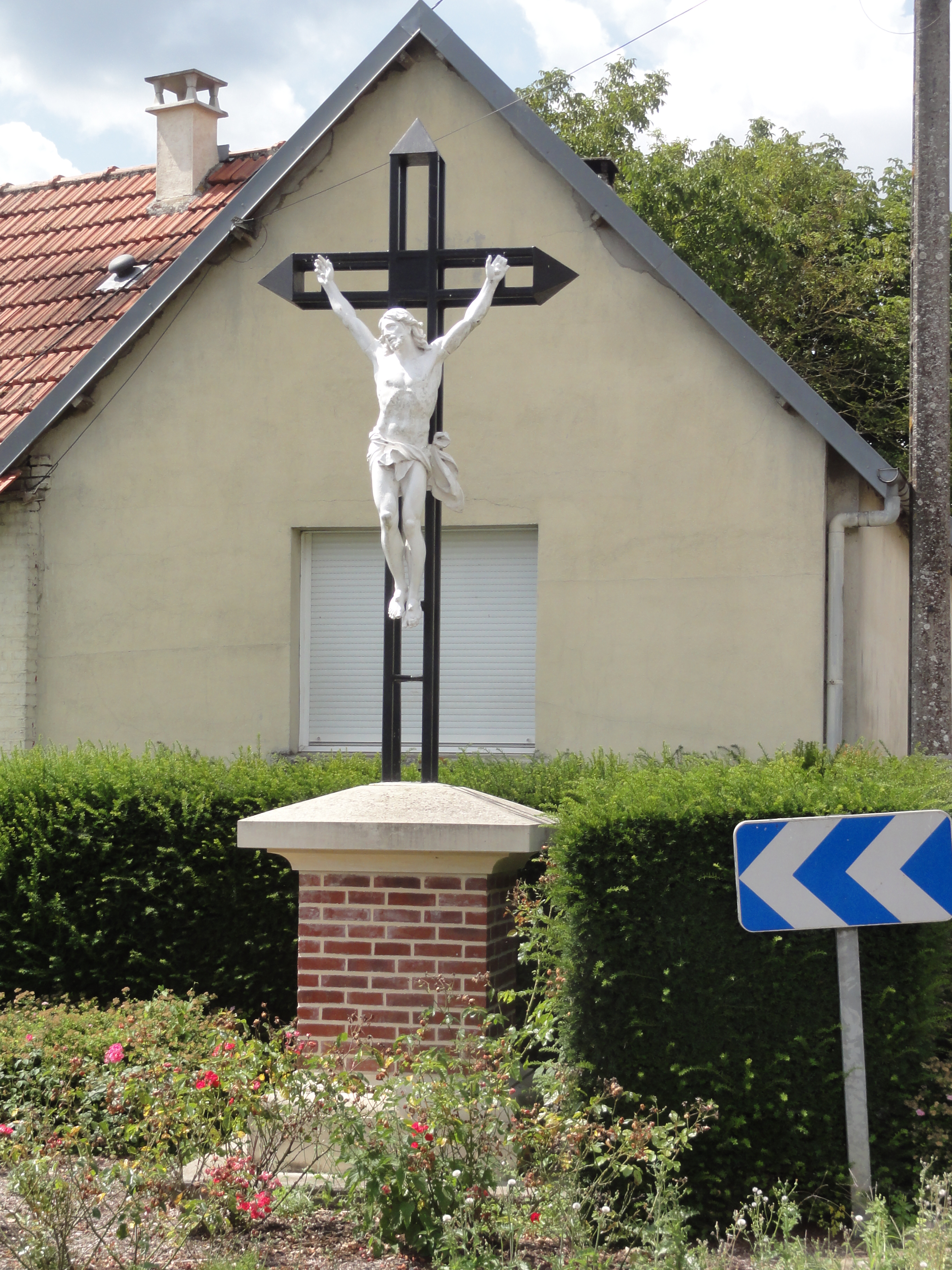
Wegkreuz
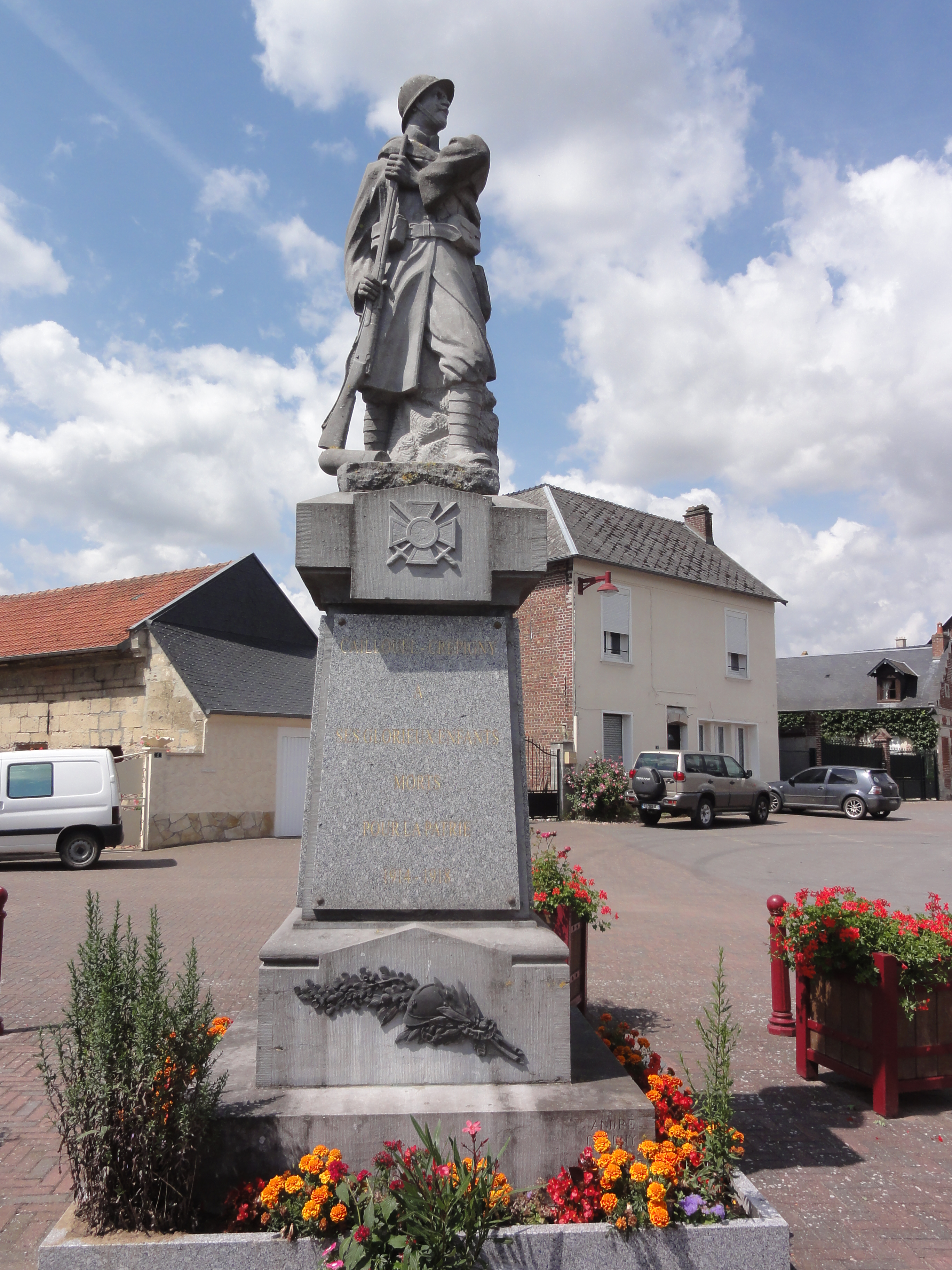
Gefallenendenkmal

- Wasserturm

- Kirche Saint-Pierre
- Wegkreuz
- Gefallenendenkmal